# Tom Dice
Tom Eeckhout, známý pod jménem Tom Dice (* 25. listopadu 1989 Eeklo), je belgický zpěvák-skladatel, který se umístil na druhém místě ve vlámské verzi soutěže X Faktor (2008). Následně reprezentoval Belgii na Eurovision Song Contest 2010 ve finále 29. května v norském Oslu, kde obsadil šestou příčku. Jednalo so o jedno z nejlepších belgických umístění v soutěži. Také se jako první belgický zástupce kvalifikoval do finále od doby, kdy byly zavedeny semifinálová kola.

## Mládí
Na kytaru začal hrát jako dítě a písně skládal od mladých teenagerovských let. V patnácti letech se stal členem kapely The Dice.

## Hudební kariéra

### 2008–2009: Průlom
V roce 2008 vstoupil do vlámské odnože soutěže X Factor, jeho koučem byl Maurice Engelen. Umístil se 2. za vítězem Dirk De Smet.
Po X Factoru se Tom stal prvním, který podepsal smlouvu s nahrávací společností SonicAngel. V červnu 2009 pod jménem Tom Dice, vydal svůj 1. singl. Byl to akustický cover písničky od Leony Lewis Bleeding Love. Singl pokračoval a stal se číslem 7 ve Flemish singles chart během 14-i týdnů. Tom byl také nominován v roce 2009 na ceny TMF Awards v kategorii "Best New Artist", ale byl poražen Jasperem Erkensem.
V květnu roku 2009 Tom začal znovu pracovat s Engelenem na jeho debutovém albu, které bylo původně naplánováno na říjen 2009, ale bylo odloženo na duben 2010.

### 2009–2011: Eurovision Song Contest a Teardrops
Dne 25. listopadu 2009 byl Tom vybrán vlámským vysilatem Vlaamse Radio- en Televisieomroep (VRT), aby reprezentoval Belgii na Eurovision Song Contest 2010 v norském Oslu. Jeho charakteristický hlas a televizní zkušenost byly uvedeny mezi faktory pro jeho výběr. Reakce v Belgii u prohlášení, že Tom byl vybrán interním způsobem byli různé. S přesvědčením, že otevřený a veřejný výběr, který zahrnuje různé umělce by mohl být vhodnější.
Vybraná píseň "Me and My Guitar" byla odhalena 7. března 2010 a byla spoluautorstvím Ashley Hicklin, Jeroenа Swinnenа a Tomа Diceho. Singl se stal v Belgii číslem 1, stejně na iTunes chart i oficiálních vlámských i valonských žebříčcích (v Lucembursku se stal singlem číslo 7). Tom vystoupil s písní v 1. semifinále v Oslu 25. května 2010 a kvalifikoval se do finále z 1. místa, čímž se zasloužil o 1. kvalifikace do finále za posledních 6 let. Tom se umístil ve finále na 6. místě, o jedno z nejlepších umístění v soutěži.
V dubnu 2010 vydal své studiové debutové album Teardrops, v Belgii dosáhlo prvního místa.
V srpnu 2010 představil singl "Lucy" jako 3. singl z alba.

V listopadu 2010 vydal singl "A Thousand Years" jako 4. singl z alba.

V březnu 2011 sloužil jako "opening act" na koncertě Taylor Swift v Belgii a Nizozemsku.

V květnu 2011 se objevil v singlu Elisy Tovati "Il nous faut", který sekundoval jejím albu Le syndrome de Peter Pan.

### Od roku 2012: Heart for Sale
V únoru 2012 Tom vydal singl "Utopia" jako vedoucí singl z jeho 2. studiového alba. V květnu 2012 vydal své 2. studiové album Heart for Sale, které se vyšplhalo v Belgii na číslo 11. Také vydal "Out At Sea" jako 2. singl z alba. V říjnu 2012 vydal singl "Drive Me to Paris" jako 3. singl z alba.

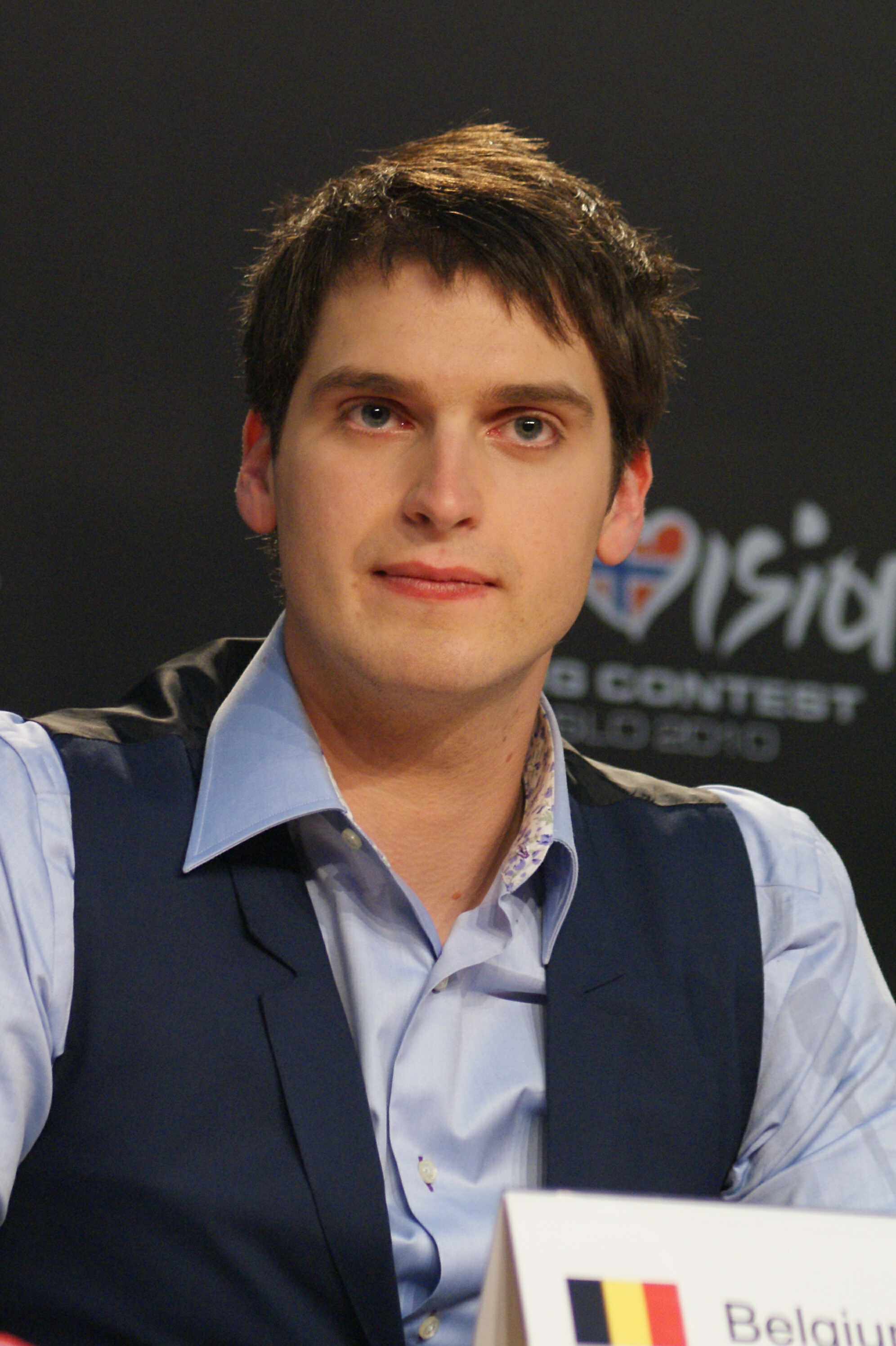
Tom Dice v Oslu (2010)

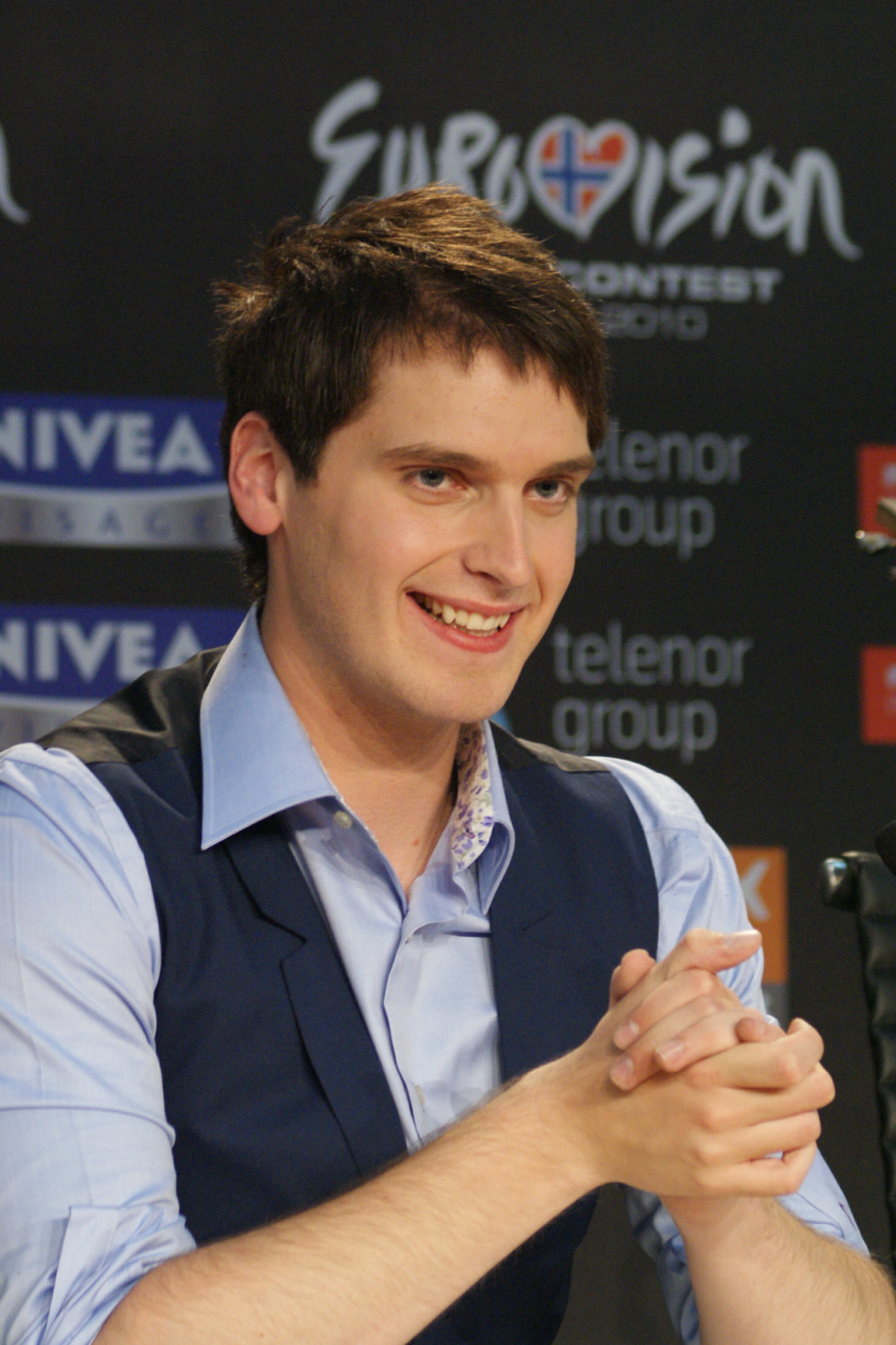
Tom Dice v Oslu (2010)

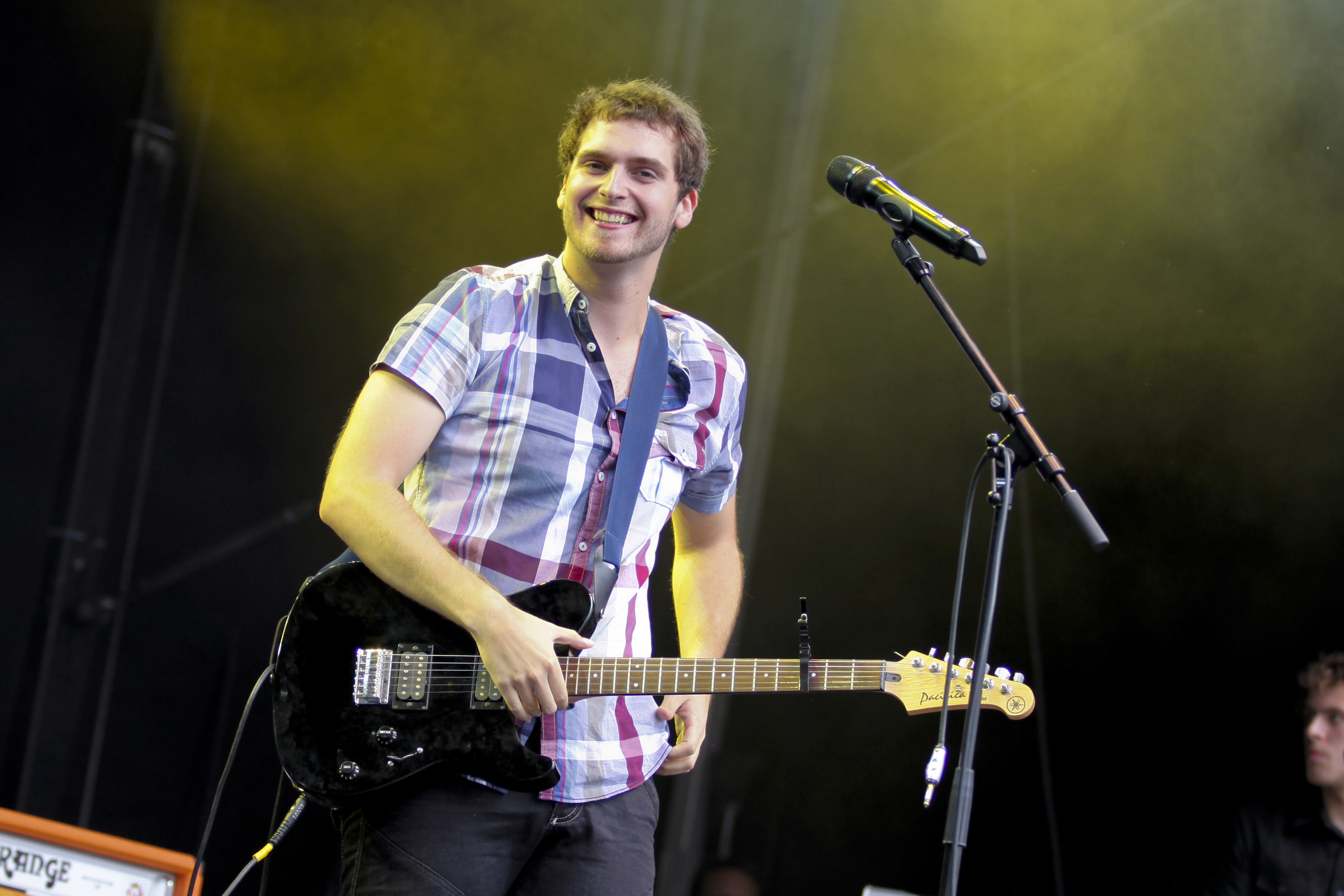
Tom Dice v Belgii

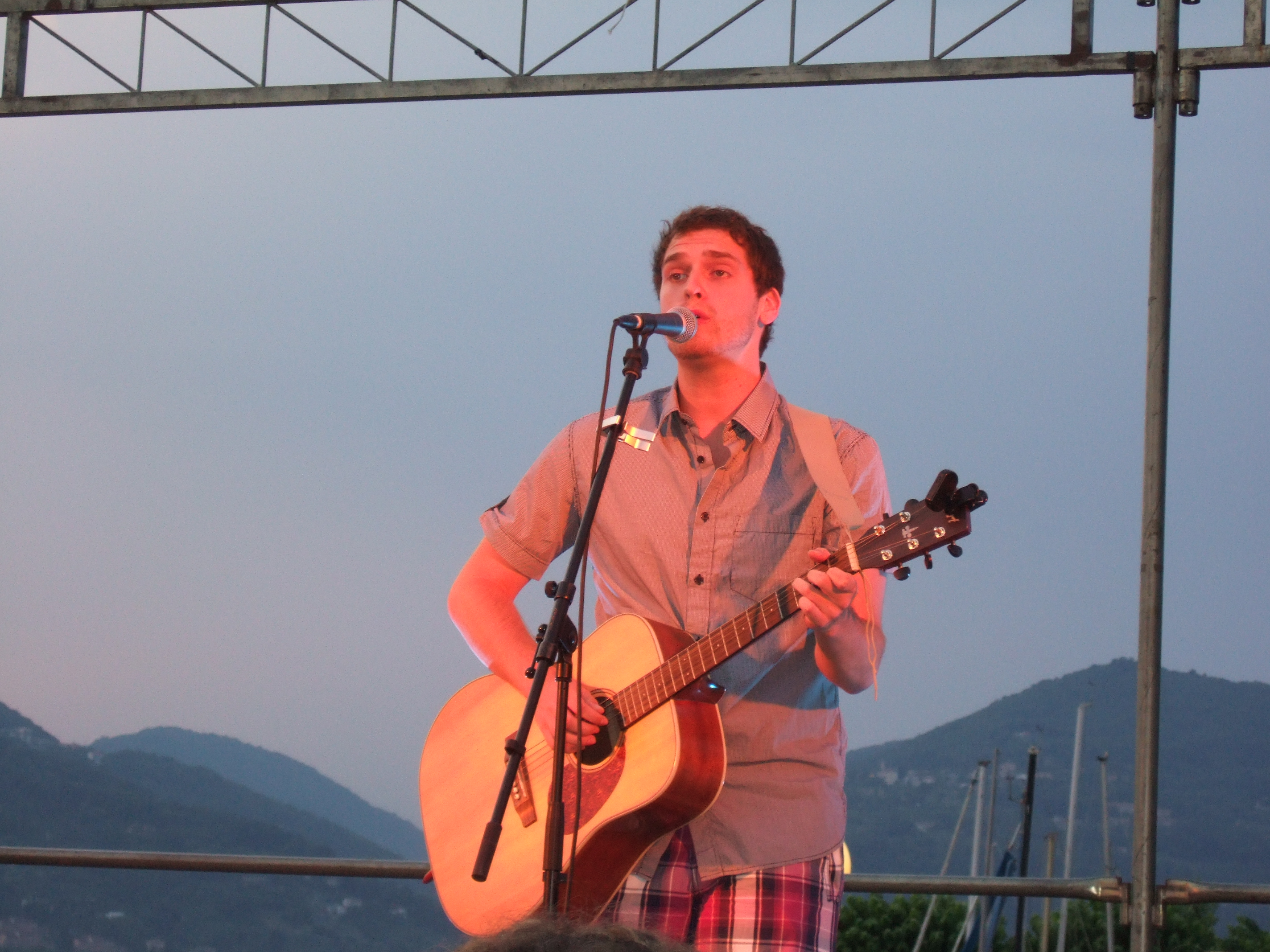
Tom Dice na koncertě v Itálii (2010)

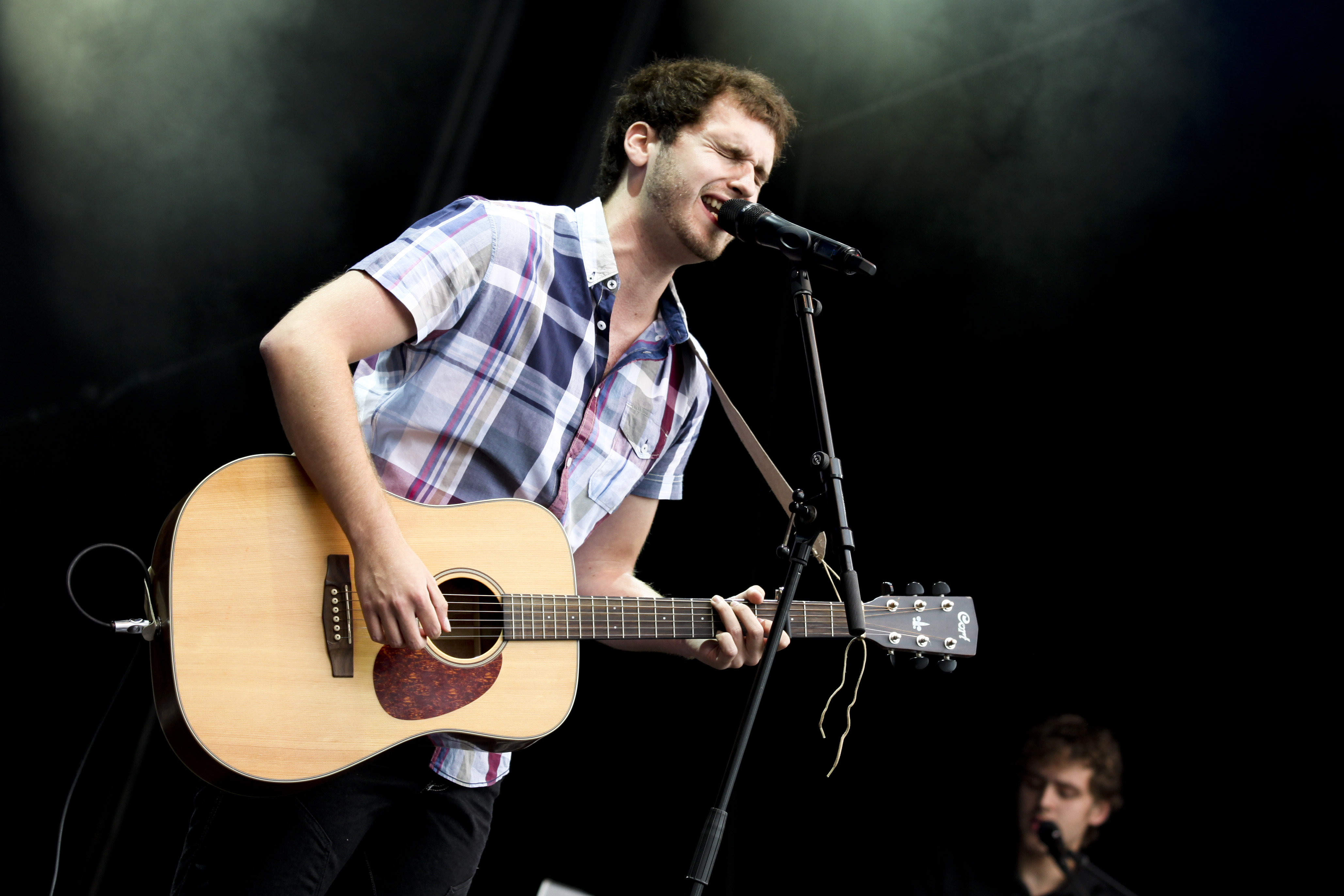
Tom Dice na koncertě v Belgii

## Diskografie

### Alba
| Titul          | Detaily alba                                                                     | Nejvyšší dosažená pozice | Nejvyšší dosažená pozice | Nejvyšší dosažená pozice | Certifikace  |
| Titul          | Detaily alba                                                                     | BEL (FLA)                | BEL (WAL)                | FRA                      | Certifikace  |
| -------------- | -------------------------------------------------------------------------------- | ------------------------ | ------------------------ | ------------------------ | ------------ |
| Teardrops      | - Vydáno: 30 April 2010 - Vydavatel: Sonic Angel - Formát: CD, Digitální stažení | 1                        | 57                       | 107                      | - BEL: Zlato |
| Heart for Sale | - Vydáno: 3 May 2012 - Vydavatel: Sonic Angel - Formát: CD, Digitální stažení    | 11                       | 73                       | —                        |              |

### Singly
| Titul | Rok                                  | Nejvyšší dosažená pozice | Nejvyšší dosažená pozice | Nejvyšší dosažená pozice | Nejvyšší dosažená pozice | Nejvyšší dosažená pozice | Nejvyšší dosažená pozice | Nejvyšší dosažená pozice | Nejvyšší dosažená pozice | Nejvyšší dosažená pozice | Nejvyšší dosažená pozice | Certifikace    | Album                                         |
| Titul | Rok                                  | BEL (VL)                 | BEL (WA)                 | DEN                      | FRA                      | GER                      | NL                       | IRE                      | SWE                      | SWI                      | UK                       | Certifikace    | Album                                         |
| ----- | ------------------------------------ | ------------------------ | ------------------------ | ------------------------ | ------------------------ | ------------------------ | ------------------------ | ------------------------ | ------------------------ | ------------------------ | ------------------------ | -------------- | --------------------------------------------- |
| 2009  | "Bleeding Love"                      | 7                        | —                        | —                        | —                        | —                        | —                        | —                        | —                        | —                        | —                        |                | Teardrops                                     |
| 2010  | "Me and My Guitar"                   | 1                        | 1                        | 39                       | 68                       | 20                       | 30                       | 20                       | 24                       | 32                       | 85                       | - BEL: Platina | Teardrops                                     |
| 2010  | "Lucy"                               | 21                       | —                        | —                        | —                        | —                        | —                        | —                        | —                        | —                        | —                        |                | Teardrops                                     |
| 2010  | "A Thousand Years"                   | 44                       | —                        | —                        | —                        | —                        | —                        | —                        | —                        | —                        | —                        |                | Teardrops                                     |
| 2011  | "Il nous faut" (duet s Elisa Tovati) | 1                        | 1                        | —                        | 6                        | —                        | 76                       | —                        | —                        | 36                       | —                        | - BEL: Zlato   | Le syndrome de Peter Pan (Elisa Tovati album) |
| 2012  | "Utopia"                             | 21                       | 56                       | —                        | —                        | —                        | —                        | —                        | —                        | —                        | —                        |                | Heart for Sale                                |
| 2012  | "Out At Sea"                         | 26                       | —                        | —                        | —                        | —                        | —                        | —                        | —                        | —                        | —                        |                | Heart for Sale                                |
| 2012  | "Drive Me to Paris"                  | 60                       | —                        | —                        | —                        | —                        | —                        | —                        | —                        | —                        | —                        |                | Heart for Sale                                |

### Featuring
| Titul | Rok                                        | Nejvyšší dosažená pozice | Nejvyšší dosažená pozice | Nejvyšší dosažená pozice | Nejvyšší dosažená pozice | Nejvyšší dosažená pozice | Nejvyšší dosažená pozice | Certifikace               | Album |
| Titul | Rok                                        | BEL (FLA)                | BEL (WAL)                | AUT                      | GER                      | NL                       | SWI                      | Certifikace               | Album |
| ----- | ------------------------------------------ | ------------------------ | ------------------------ | ------------------------ | ------------------------ | ------------------------ | ------------------------ | ------------------------- | ----- |
| 2011  | "Sunlight" (DJ Antoine featuring Tom Dice) | 8                        | 43                       | 51                       | 85                       | 93                       | 10                       | - BEL: Zlato - SWI: Zlato | 2011  |